# Un regalo da Tiffany
Un regalo da Tiffany (Something from Tiffany's) è un film del 2022 diretto da Daryl Wein.
Il film è tratto dal romanzo omonimo di Melissa Hill.

## Trama
Sulla Quinta Strada di New York City, durante le festività natalizie, quattro persone vedono le loro vite intrecciarsi a causa di un semplice scambio di regali da Tiffany. Rachel e Gary sono una coppia felice ma non pronta per un grande impegno, mentre Ethan e Vanessa stanno per ufficializzare la loro storia d'amore. L'errore nel regalo porterà a una serie di avventure e scoperte inaspettate, cambiando il corso delle loro vite in una città brillante di luci natalizie. L'amore e la vita si svelano come un caleidoscopio di sorprese, portandoli verso dove sono veramente destinati a essere.

## Distribuzione
Il film è stato distribuito sulla piattaforma Amazon Prime Video il 9 dicembre 2022.